# Ziua îndrăgostiților

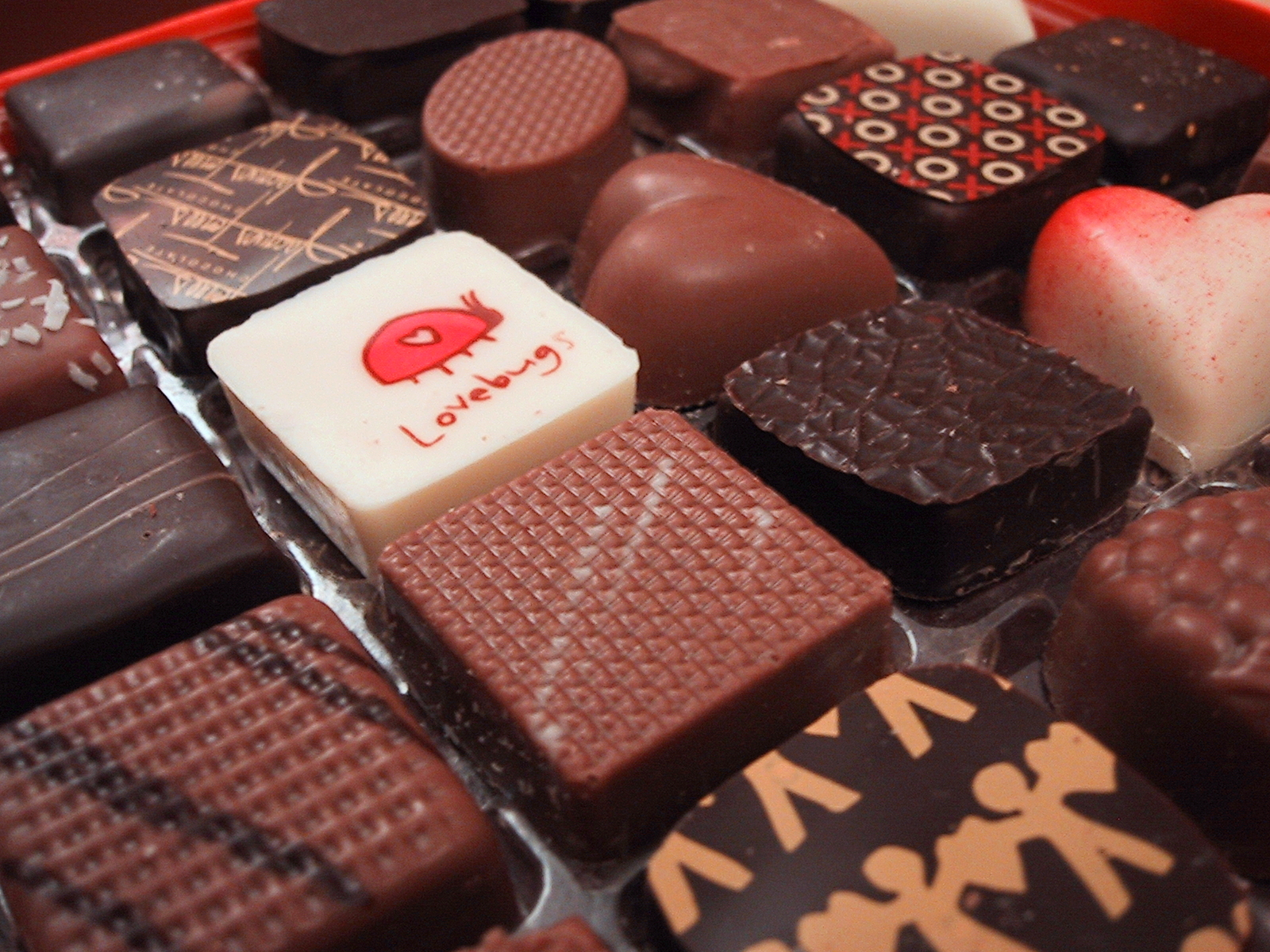

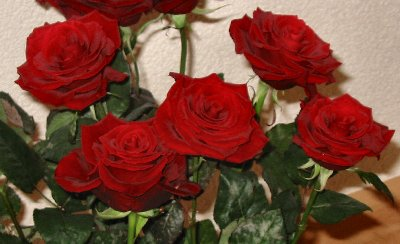

Ziua Îndrăgostiților, numită, de asemenea, Ziua Sfântului Valentin sau Sărbătoarea Sfântului Valentin, este sărbătorită anual pe data de 14 februarie.
Inițial a fost sărbătorită ca zi a creștinismului occidental care onorează unul sau doi sfinți timpurii pe nume Valentinus. Ziua Îndrăgostiților este recunoscută ca având o semnificație culturală, religioasă și comercială de dragoste romantică în multe regiuni din întreaga lume, deși nu este o sărbătoare publică în orice țară.

## Timp modern
În anul 1797, o editură britanică a produs «Scriitor de Valentine al tânărului», care conținea multe poezii sentimentale sugerate pentru tânărul iubit. Tipografiile au început să producă un număr limitat de cărți poștale cu poezii și schițe. În 1835, 60.000 de valentine au fost trimise prin poștă în Regatul Unit.
Reducerea tarifelor poștale ca urmare a reformei poștale a lui Domnul Rowland Hill, cu inventarea timbrului poștal în 1840, a dus la o creștere a numărului de valentine trimise, cu 400.000 trimise la doar un an de la inventarea sa, și a inaugurat practica mai puțin personală, dar mai ușoară a trimiterii de valentine.
Acest lucru a permis pentru prima dată schimbul de cărți în mod anonim, ceea ce este considerat motivul apariției brusce a poeziei condimentate într-o eră altfel victoriană. 
Începând cu secolul al XIX-lea, notele scrise de mână au făcut loc felicitărilor în masă. Comerțul de Ziua Îndrăgostiților la mijlocul secolului al XIX-lea a fost un precursor al sărbătorilor comercializate în continuare în SUA.
În anul 1868, compania britanică de ciocolată Cadbury a creat Fancy Boxes pentru Ziua Îndrăgostiților, o cutie de ciocolată decorată în formă de inimă. Cutiile cu ciocolată umplută au devenit rapid asociate cu sărbătoarea. În a doua jumătate a secolului al XX-lea, practica schimbului de carduri a fost extinsă pentru a include cadouri de tot felul, cum ar fi cadourile sub formă de bijuterii.
Cheltuielile medii pentru Valentine în SUA cresc anual de la 108 USD de persoană în 2010 la 131 USD în 2013.
Apariția internetului la începutul mileniului creează noi tradiții. În fiecare an, milioane de oameni folosesc instrumente digitale pentru a crea și trimite mesaje de felicitare de Ziua Îndrăgostiților. Unii consideră că Ziua Îndrăgostiților este o sărbătoare distinctivă datorită comercializării sale.
În epoca modernă, din punct de vedere liturgic, bisericile luterană și anglicană au o slujbă de Ziua Îndrăgostiților care include un ritual opțional de reînnoire a jurământului de căsătorie.

## În Orientul Mijlociu și Africa
În cultura persană (Iran) este o zi dedicată iubirii și are loc pe 29B în calendarul solar Jalali. Dată corespunzătoare calendarului gregorian este 17 februarie.
În Egipt este o altă zi a iubirii pe data de 4, numită ziua iubirii egiptene.

## Pe continentele americane
În Brazilia, ziua înamoraților sau ziua iubitului/iubitei este sărbătorită pe 12 iunie, când cuplurile își dau cadouri cum ar fi: ciocolată, felicitări și de obicei un buchet de flori. Aceasta a fost aleasă ca ziua dinainte de Sfântul Anton, cunoscut aici ca sfântul protector al căsătoriei, când multe femei singure urmează ritualuri populare pentru a găsi un soț bun și iubit.
În Columbia, ziua iubirii și a prieteniei este sărbătorită în a treia vinere și sâmbătă din septembrie, din cauza scopurilor comerciale. În această țară, „prietenul secret” este o tradiție foarte populară, care presupune desemnarea pentru fiecare participant a unui destinatar căruia i se trimite un cadou secret (asemănător tradiției „Moș Crăciun Secret”).
În Mexic este obișnuită oferirea de cadouri, flori, dulciuri, animale de pluș sau scrisori unui partener sau iubit. Se pot oferi cadouri și prietenilor, deoarece este ziua iubirii și prieteniei.  Ca și în Columbia, pot exista prietenul sau admiratorul secret, desemnați sau care acționează singuri în numele iubirii. Se sărbătorește pe 14 februarie.

## În Orientul Îndepărtat
Datorită unui efort de marketing concentrat, Valentine's Day a apărut și în Japonia și Coreea ca o zi în care mai mult femeile și mai puțin bărbații dăruiesc bomboane, ciocolată și flori. A devenit ca o obligație ca multe femei să dăruiască ciocolată tuturor colegilor bărbați. În Japonia este cunoscut ca giri-choko, de la cuvintele giri – obligație și choko – ciocolată. Aceasta contrastează cu honmei-choko, ciocolata dată persoanei iubite. Prietenii (mai ales fetele) pot schimba între ele în tomo-choko…tomo-prieten.
Prin efort de marketing susținut, o zi reciprocă, Ziua albă a apărut. Pe 14 martie, bărbații sunt așteptați să întoarcă favorul celor care le-au dat ciocolate de Ziua Îndragostiților. La început cadoul de retur trebuia să fie o bezea sau ciocolată albă, de unde și numele de Ziua albă. Însă acum lenjeria a devenit un cadou foarte comun.
În cultura chineză, există un omolog al Zilei Îndrăgostiților, numită Ziua Șaptelor, potrivit legendei Ciobanului și Țesătoarei Menajeră care s-au găsit în Rai în ziua a șaptea, a lunei a șaptea a calendarului lunar.

## Legenda Sfântului Valentin
Odată era un împărat roman al cărui nume era Claudiu al II-lea. El era un luptător îndârjit și a avut multe războaie. El a vrut o armată puternică, dar majoritatea bărbaților romani nu doreau să meargă în luptă. Împăratul s-a gândit că, în locul luptei, bărbații preferau să stea acasă cu soțiile și copiii lor. În consecință, Claudiu a decis ca niciunul dintre soldații din Roma să nu se mai poată căsători. Împăratul s-a gândit că această lege îi va face pe bărbați să meargă la război și să lupte ca niște adevărați soldați.
Valentin, care era un preot creștin, credea că dreptul oamenilor de a se căsători era dat de Dumnezeu, iar Claudiu nu avea dreptul sa-l interzică. El a căsătorit în secret cupluri, cununiile fiind făcute în locuri secrete, pentru a nu putea fi găsit de împărat.
Într-un final, Claudiu l-a găsit și l-a arestat. Lui Claudiu i-a plăcut personalitatea lui Valentin, considerând că este un om tânăr și înțelept. L-a încurajat să renunțe la creștinism și să devină un soldat roman. Când Valentin a refuzat, a fost întemnițat și condamnat la moarte. Până în ziua execuției, el a trimis scrisori de adio către prietenii săi și le-a semnat scriind "Adu-ți aminte de Valentin al tău."
Valentin a fost probabil executat pe 14 februarie în anul 269 sau 270. 
Nu se cunosc toate detaliile legate de viața Sfântului Valentin și nu se știe dacă legenda are o bază istorică reală.